# Contax
Cóntax (произносится, как «Ко́нтакс»), реже Zéiss Cóntax — название модели дальномерного фотоаппарата, выпущенного немецкой компанией Zeiss Ikon в 1932 году, позднее ставшее торговой маркой фотоаппаратуры разных классов. Фотоаппараты Contax, оснащавшиеся высококачественными объективами Carl Zeiss, несколько десятилетий выпускались в Германии и считались одними из лучших в мире. Позднее права на использование бренда перешли японской компании Kyocera, которая разрабатывала и выпускала фотоаппараты с этим названием до 2005 года. Считается, что слово Contax составлено из названий двух фотоаппаратов, ставших прообразами: Contaflex и Tenax. Кроме того, одна из компаний, вошедших в концерн Zeiss Ikon, называлась Contessa-Nettel. Тем не менее, впервые название Contax использовано ещё в середине 1920-х годов для указателей поворота, выпускавшихся подразделением Zeiss Ikon вместе с другой автомобильной оптикой

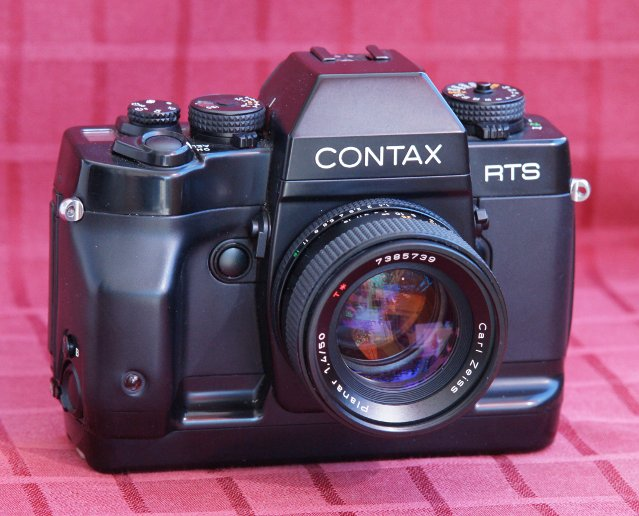
Зеркальный фотоаппарат Contax RTS III, выпускавшийся в Японии с 1990 года

## Историческая справка
Первая модель Contax не имела индекса, и лишь после выхода следующих получила неофициальное название Contax I. Она выпускалась с 1932 до 1936 года, и сразу же стала главным конкурентом популярных малоформатных фотоаппаратов Leica. Основной трудностью при разработке была необходимость обойтись без технических решений, уже запатентованных инженерами Ernst Leitz. 

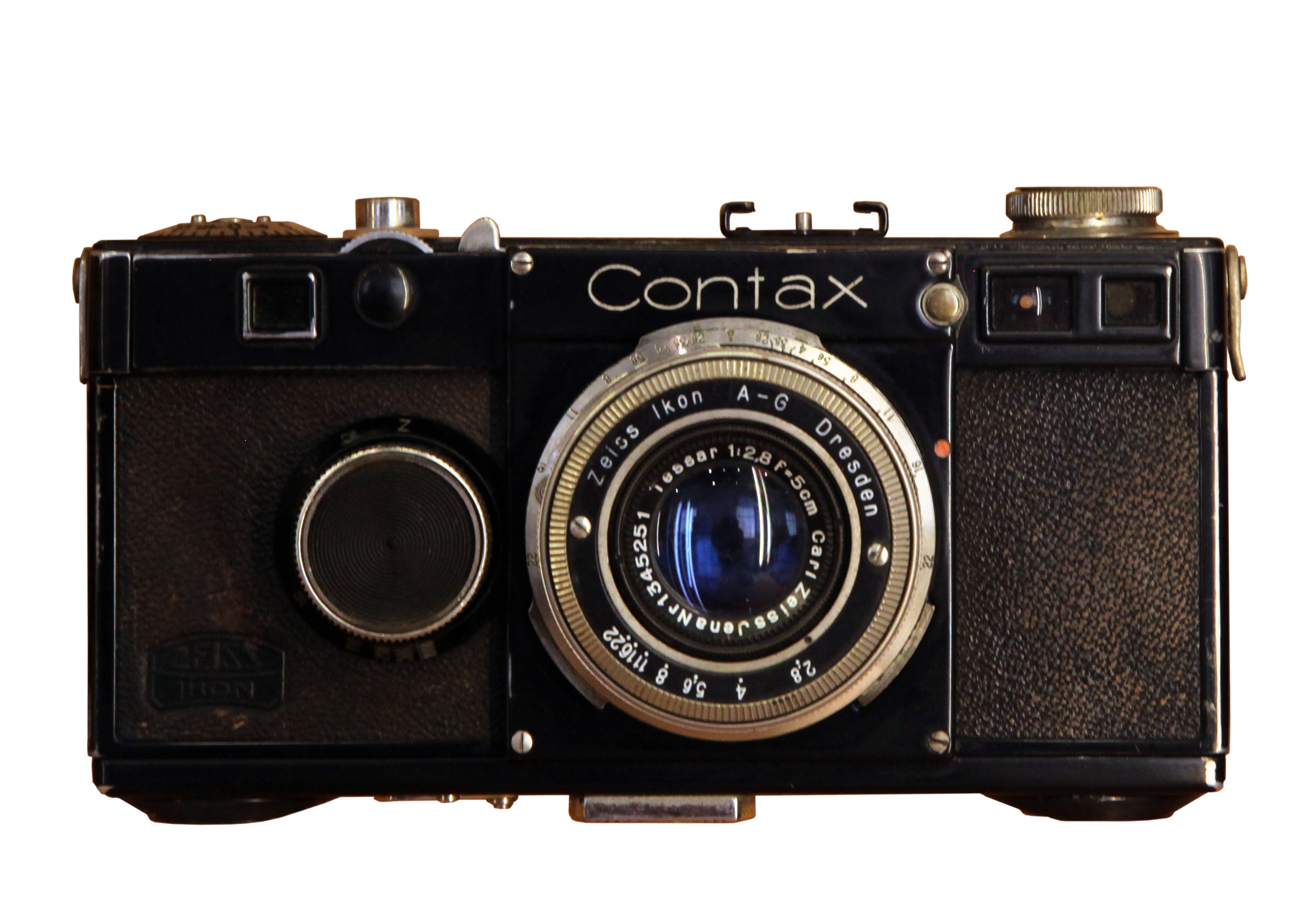
Первая модель фотоаппарата Contax, 1932 год

Под руководством главного инженера Zeiss Ikon Хайнца Кюппенбендера (нем. Heinz Kiippenbender) для новой камеры разработан оригинальный затвор с металлическими шторками, движущимися по принципу рольставней вдоль короткой стороны кадра. В отличие от матерчатых шторок Leica, металлические не были подвержены опасности прожигания изображением солнца, а их короткий ход позволил сократить минимальную выдержку до 1/1000 секунды. Не менее важным отличием от «Лейки» стала съёмная задняя крышка, сильно упростившая зарядку плёнки. Номинальная база дальномера также была увеличена по сравнению с конкурентом, повысив точность фокусировки светосильной оптики. Вместо резьбы М39×1 для крепления объективов использован более удобный байонет. Оптика для камеры разрабатывалась на Carl Zeiss заново, и за счёт уменьшения количества границ воздух-стекло оказалась светосильнее и контрастнее своих аналогов.

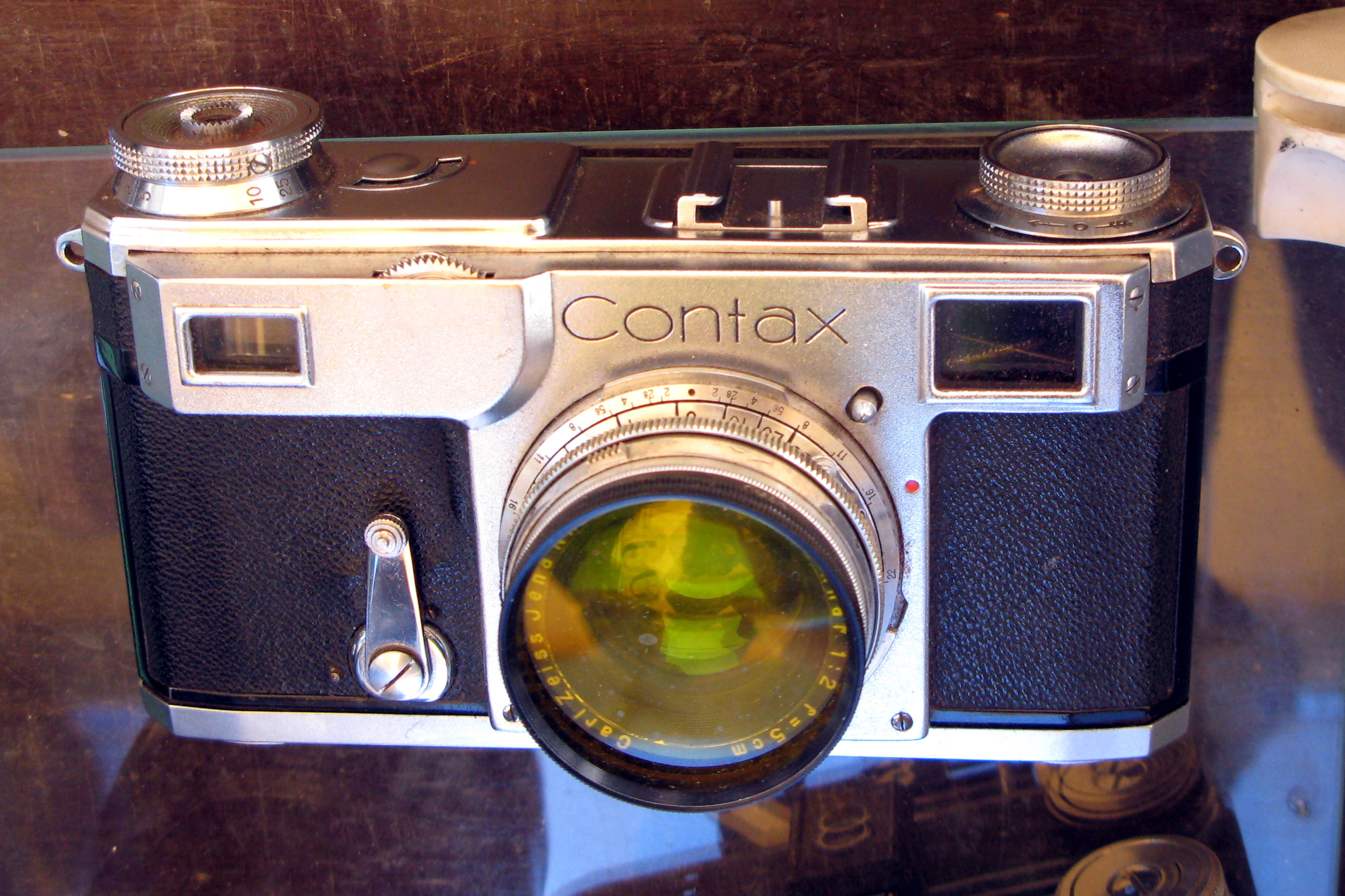
Фотоаппарат Contax II

В 1936 году на смену первой модели пришли Contax II и Contax III. Их главным новшеством стал совмещённый с телескопическим видоискателем дальномер, позволяющий производить кадрирование и фокусировку через один общий окуляр. Такая конструкция была реализована в этих камерах впервые в мире, резко повысив оперативность при репортажной съёмке. Головка выдержек обеих моделей, как и в Contax I, была совмещена с колесом взвода затвора, но переместилась с передней стенки на верхний мост. Кратчайшая выдержка затвора стала ещё короче, достигнув рекордного для тех лет значения 1/1250 секунды. Третья модель отличалась от второй наличием несопряжённого селенового экспонометра. Обе камеры выпускались в хромированном исполнении, отличаясь этим от полностью чёрного Contax I. Техническое совершенство отражалось на цене фотоаппаратов: в 1936 году Contax III стоил 470 рейхсмарок, почти вдвое дороже продававшейся за 275 рейхсмарок Leica III.

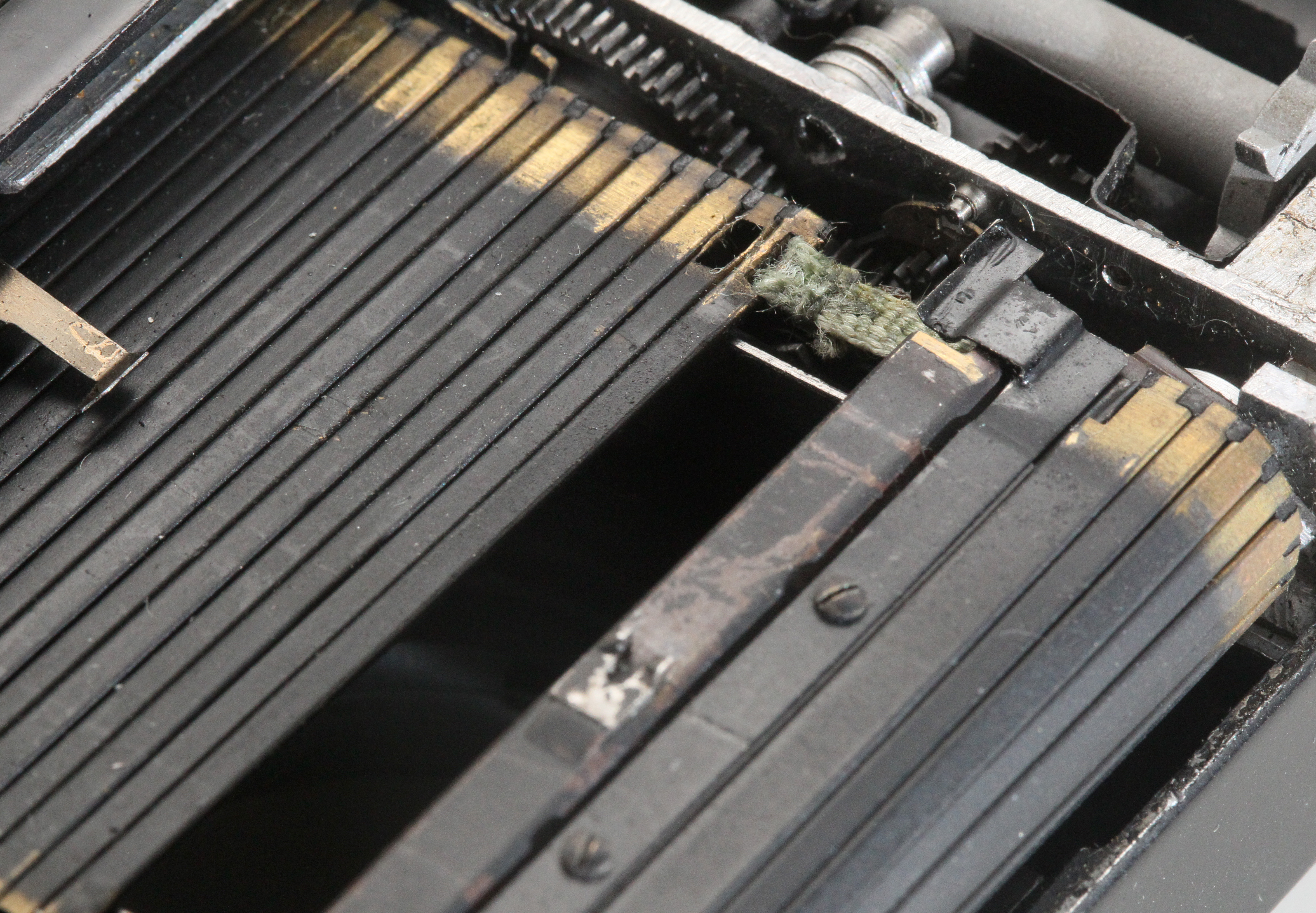
Самый совершенный для того времени фокальный затвор с металлическими шторками

Дальномерные фотоаппараты Contax оказали огромное влияние на фотоаппаратостроение во всём мире. Оригинальные технические решения, воплощённые в этих камерах, с теми или иными изменениями использовались большинством производителей фототехники. Главным достижением Contax стала полноценная системность, постепенно превратившаяся в стандартный подход при проектировании фотоаппаратуры. Кроме самих фотоаппаратов Zeiss Ikon разработал линейку принадлежностей, пригодных для решения практически любых задач. Выпускались даже телеобъективы с фокусными расстояниями до 500 мм, присоединявшиеся через флектоскоп. Конструкция камер имела множество подражаний, став основой для нескольких фотосистем. Самой известной из них считается семейство дальномерных фотоаппаратов Nikon S, разработанное после войны. Сами фотоаппараты Contax, благодаря высокому качеству изготовления и удобству, пользовались большим успехом у профессиональных фотографов и фотожурналистов. Известно, что Роберт Капа предпочитал «Контакс», сняв им свой знаменитый репортаж о высадке в Нормандии.

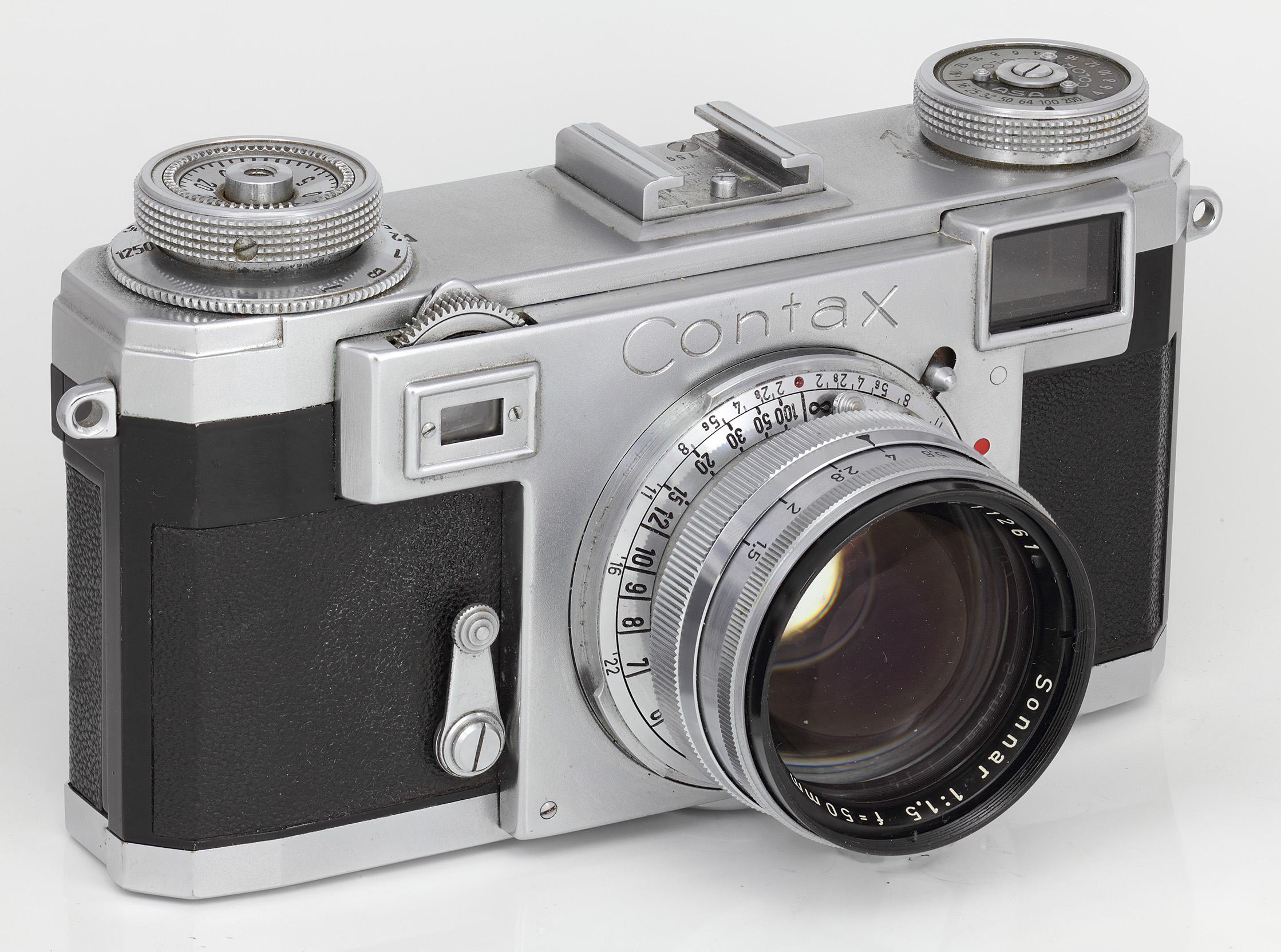
Послевоенный Contax IIa, выпускавшийся в ФРГ

После Второй мировой войны заводы Zeiss Ikon оказались в разных зонах оккупации Германии. В Йене, находившейся в советской зоне, были сосредоточены цеха, постепенно восстанавливавшие выпуск фотоаппаратов, и впоследствии национализированные под названием VEB Carl Zeiss. Затем в счет репараций производство было перемещено в СССР, куда перевезли оборудование, оснастку, документацию и промышленный задел деталей. После установки и наладки оборудования на киевском заводе «Арсенал», в 1947 году дальномерные камеры Contax продолжили выпускаться под названием «Киев», став основой для семейства советских фотоаппаратов. Заводы Zeiss Ikon, оказавшиеся в американской зоне оккупации, в 1950 году наладили в Штутгарте выпуск усовершенствованных версий Contax II и Contax III под индексами IIa и IIIa. Модернизация касалась, главным образом затвора, получившего синхроконтакт и облегчённые алюминиевые шторки вместо латунных. Кроме того, качество отделки корпуса было значительно улучшено, а сам он стал легче и компактнее. Выпуск моделей продолжался до 1961 года, а через год их место в каталоге фирмы занял зеркальный Contarex.
Ещё до войны главный инженер Zeiss Ikon Хуберт Нервин (нем. Hubert Nerwin) предпринимал попытки трансформировать Contax II в однообъективный зеркальный фотоаппарат Syntax, однако решить проблемы компоновки из-за особенностей затвора ему так и не удалось. Зеркало и весь оптический тракт пришлось выдвинуть так далеко вперёд, что собранные прототипы могли работать только с объективами фокусного расстояние не короче 85 мм. После бомбардировки Дрездена все прототипы и документация были потеряны, и работы над проектом Syntax прекращены. Уже летом 1945 года главный конструктор VEB Mechanik Zeiss Ikon Вильгельм Винзенберг (нем. Wilhelm Winzenburg) начал собирать команду разработчиков новой «зеркалки» с пентапризмой. Созданный заново затвор «леечного» типа с горизонтальным ходом матерчатых шторок позволил решить проблему размещения зеркального визира. В марте 1949 года на Лейпцигской ярмарке был представлен Contax S. Вместе с итальянским Rectaflex (1948) и швейцарским Alpa Prisma Reflex (1949) фотоаппарат вошёл в тройку «зеркалок», впервые в мире оснащённых оборачивающей призмой для визирования с уровня глаз. До этого в зеркальном видоискателе можно было наблюдать изображение только непосредственно на матовом стекле, и оно было перевёрнуто слева направо. 

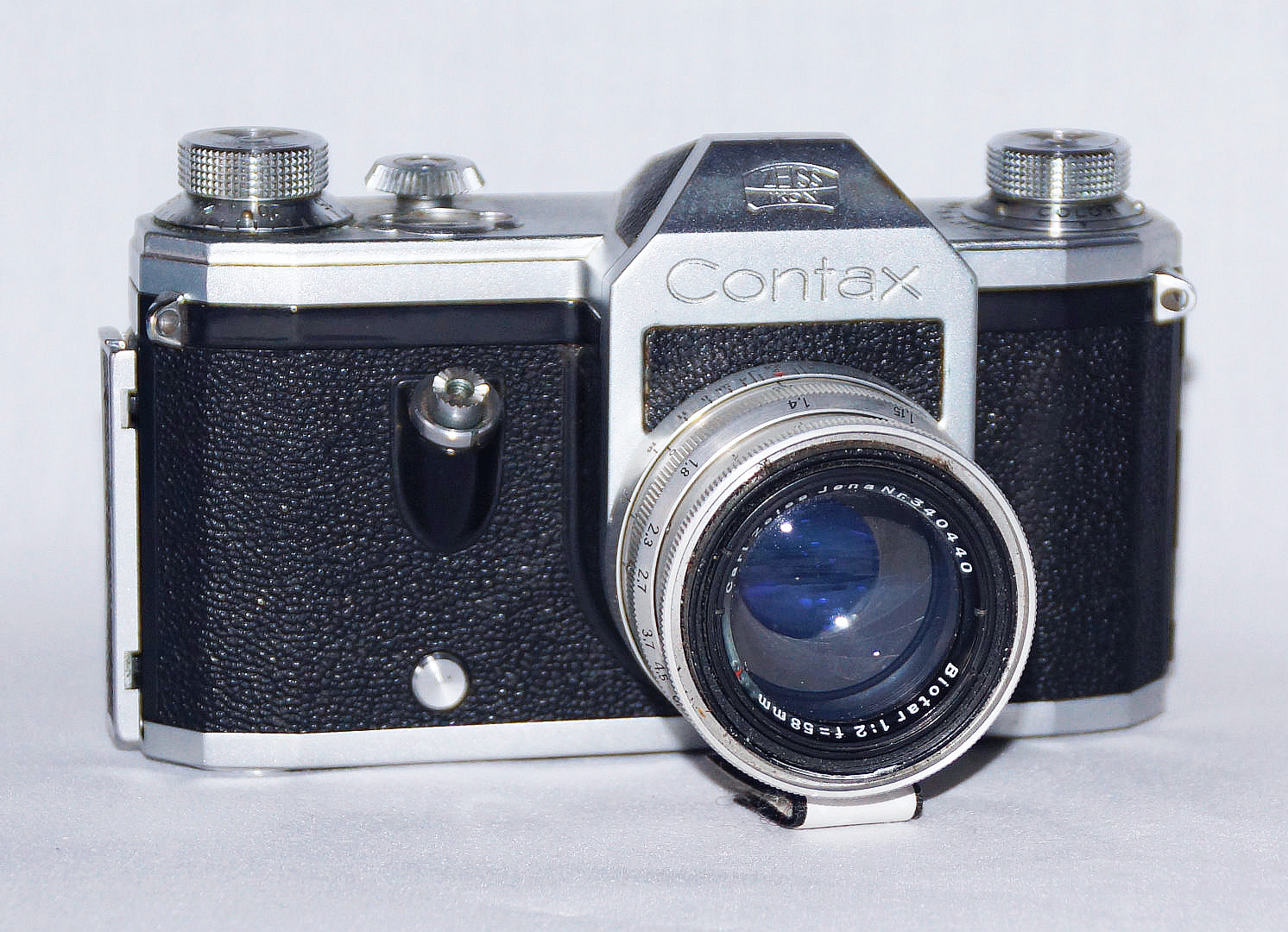
Фотоаппарат Contax-S. Восточная Германия, 1949 год

Кроме того, в фотоаппарате впервые использовано резьбовое крепление сменных объективов M42×1, впоследствии ставшее одним из самых распространённых в мире. Массовое производство фотоаппарата было налажено в Дрездене, положив начало целой линейке Contax D, Contax E, Contax F, Contax FB, Contax FM и Contax FBM. Для западного рынка, где VEB Carl Zeiss не имел прав на торговую марку Contax, эти же фотоаппараты выпускались под названием Pentacon. В дальнейшем на смену линейке пришли фотоаппараты Praktica, выпускавшиеся народным предприятием VEB Pentacon Dresden, в которое вошли заводы VEB Mechanik Zeiss Ikon.
В конце 1950-х годов в Японии начался бурный рост оптической промышленности, которая стала серьёзным конкурентом немецким фотоаппаратостроителям. Кроме того, с появлением новейших образцов зеркальных фотоаппаратов японского производства, дальномерные камеры, на которых специализировался Contax, потеряли конкурентоспособность. Под давлением рынка и западных партнёров, предприятия Zeiss, расположенные в ФРГ, стали налаживать сотрудничество с японскими компаниями, первой из которых стала Asahi Optical. В 1954 году ей проданы права на торговое название Pentax, которое было вторым после Pentacon вариантом комбинации слов Pentaprism и Contax. Совместными усилиями к 1974 году разработано новое байонетное крепление объективов, которое должно было заменить заимствованное у восточного Zeiss резьбовое М42×1. Дальнейшая кооперация с японскими оптическими предприятиями привела к созданию союза с компанией Yashica, совместно с которой разработано совершенно новое семейство малоформатных зеркальных фотоаппаратов. Первый из них Contax RTS выпущен в 1975 году.
В 1983 году компания Kyocera поглотила предприятия Yashica, и продолжила разработку и выпуск фотоаппаратуры под брендом Contax. В середине 1990-х годов увидели свет фотоаппараты Contax G1 и Contax G2 с телескопическим визиром переменного увеличения. Первая модель оснащена пассивным фазовым автофокусом с разнесённой базой. В модели G2 система дополнена активным инфракрасным автофокусом. К 2002 году рынок аналоговой фотоаппаратуры в полной мере почувствовал последствия цифровой революции, и его сокращение сказалось на камерах Contax, продажи которых резко упали. Цифровые фотоаппараты этого бренда не получили успеха, и 12 апреля 2005 года было объявлено о прекращении поставок фототехники под названием Contax с сентября того же года.

## Японские «зеркалки» Contax

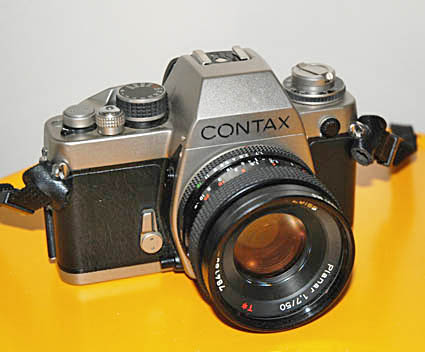
Зеркальный фотоаппарат Contax S2. Япония, 1990

После перехода прав на торговую марку японской корпорации Yashica, её инженерами были разработаны несколько линеек однообъективных зеркальных фотоаппаратов, рассчитанных на разные байонеты. Первой стала линейка с «механическим» байонетом Contax/Yashica, который со временем уступил место «электронному» байонету N.

### Байонет Contax/Yashica
Марка Contax возродилась в 1974 году спустя десять лет после окончания производства фотоаппаратов в Штутгарте (ФРГ). Тогда Zeiss разработал новый байонет, получивший обозначение Contax/Yashica (C/Y) для использования в зеркальных камерах под обеими торговыми марками. Первая модель Contax RTS была разработана при участии дизайнеров из Porsche Design Group. Активно используя микроэлектронику, эта камера стала началом новой линейки, состоящей из 13 зеркальных фотоаппаратов Contax с современной экспозиционной автоматикой. Исключением стали всего две модели с механическим затвором Contax S2 и Contax S2b, названные в честь дрезденского Contax S.
| Модель  | Год  | Технические особенности                                                                                  |
| ------- | ---- | --- |
| RTS     | 1974 | профессиональный однообъективный зеркальный фотоаппарат с электронноуправляемым затвором                 |
| 139 Q   | 1979 | автомат с приоритетом диафрагмы, автоматическая фотовспышка (TTL OTF), выдержка синхронизации 1/100 сек. |
| 137 MD  | 1980 | автомат с приоритетом диафрагмы, моторизированная перемотка плёнки (2-3 кадра/сек)                       |
| RTS II  | 1982 | автоматическая фотовспышка (TTL-замер), фотографический затвор с титановыми ламелями                     |
| 137 MA  | 1981 | автомат с приоритетом диафрагмы и ручной режим                                                           |
| 159 MM  | 1984 | автомат с приоритетом диафрагмы и программный режимы, улучшенный MM байонет                              |
| 167 MT  | 1986 | программный автомат, приоритет выдержки и диафрагмы, точечный замер, экспопамять, брекетинг              |
| RTS III | 1990 | керамический прижимной столик с вакуумным выравниванием фотоплёнки, поле зрения видоискателя 100%        |
| ST      | 1992 | затвор с выдержкой синхронизации 1/200 сек, центровзвешенный или точечный экспозамер                     |
| S2      | 1992 | механический затвор, точечный экспозамер, отсутствует TTL-замер фотовспышки                              |
| S2b     | 1994 | механический затвор, центровзвешенный экспозамер, отсутствует TTL-замер фотовспышки                      |
| RX      | 1994 | электронный дальномер                                                                                    |
| AX      | 1996 | уникальная система автофокуса                                                                            |
| Aria    | 1998 | матричный экспозамер                                                                                     |
| RX II   | 2002 | упрощенная версия Contax RX без электронного дальномера                                                  |

Наиболее широкую известность получили две модели:
- Contax RTS III — профессиональный фотоаппарат с цельнометаллическим корпусом, отдельные детали которого изготавливаются из титана. Аббревиатура RTS (сокращение англ. Real Time System) означает использование системы заобъективного измерения света, отражённого от фотоплёнки (англ. TTL OTF). В отличие от обычного TTL-экспонометра, который также имелся в камере и измерял экспозицию через пентапризму перед срабатыванием затвора, система RTS учитывает изменения освещённости, происходящие непосредственно во время выдержки[44]. Главный отличительный признак этой камеры — керамический прижимной столик с вакуумным выравниванием фотоплёнки (англ. RTV — Real Time Vacuum) при помощи электромагнитного поршня[48]. Эта технология, заимствованная у аэрофотоаппаратов, позволяет практически полностью исключить геометрические искажения и значительно эффективнее использовать разрешающую способность объективов[49]. Contax RTS III — первый в мире серийный фотоаппарат, снабжённый такой системой выравнивания[50]. До этого вакуумный прижим использовался только в специальной аппаратуре, например Nikon F Navy Spy, предназначенном для фотограмметрии[51].
- Contax AX — фотоаппарат, оснащённый уникальной автофокусной системой, основанной не на смещении объектива, а на сдвиге плоскости фотоматериала[52]. Для этого весь фильмовый канал вместе с зеркальным блоком сделан подвижным, и способен перемещаться вдоль оптической оси объектива в пределах 10 мм. Такое решение позволяет осуществлять автоматическую фокусировку любых объективов, в том числе выпущенных для неавтофокусных фотоаппаратов[49].

### Байонет «N»

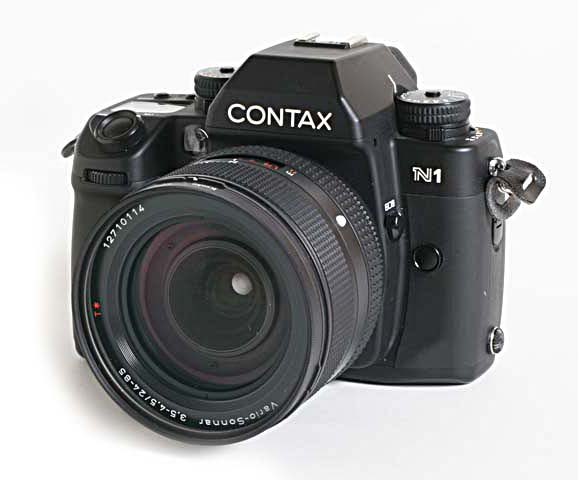
Фотоаппарат «Contax N1»

В 2000 году разработан новый байонет Contax N для малоформатных зеркальных фотоаппаратов, не совместимый с предыдущим стандартом. Причина такого перехода вызвана массовым внедрением автофокуса и электронных технологий, требующих замены механических связей между объективом и камерой электрическими.
Contax N1 — старшая камера линейки, оснащённая многоточечным автофокусом с возможностью как автоматического, так и ручного выбора точки фокусировки. Наряду с автоматическим экспозиционным брекетингом камера отрабатывает оригинальный режим автоматического фокусировочного брекетинга, при котором делает, кроме кадра с точной фокусировкой, ещё два кадра со смещением плоскости наводки относительно точного фокуса. Следующая модель Contax NX разработана для обеспеченных фотолюбителей, которым нужна автофокусная камера, позволяющая реализовать все возможности, заложенные в оптике Carl Zeiss серии «T*».
Цифровой зеркальный фотоаппарат Contax N Digital создан на основе базовой модели Contax N1. Управление камерой решено в классическом стиле, традиционном для всех зеркальных камер Contax. Главная функциональная особенность камеры — ПЗС-матрица с разрешением 6,13 млн пикселей, ставшая первой в мире полнокадровой. Однако, из-за задержки серийного производства, фотоаппарат уступил пальму первенства камере Canon EOS-1Ds с матрицей такого же размера.

### Contax 645 AF

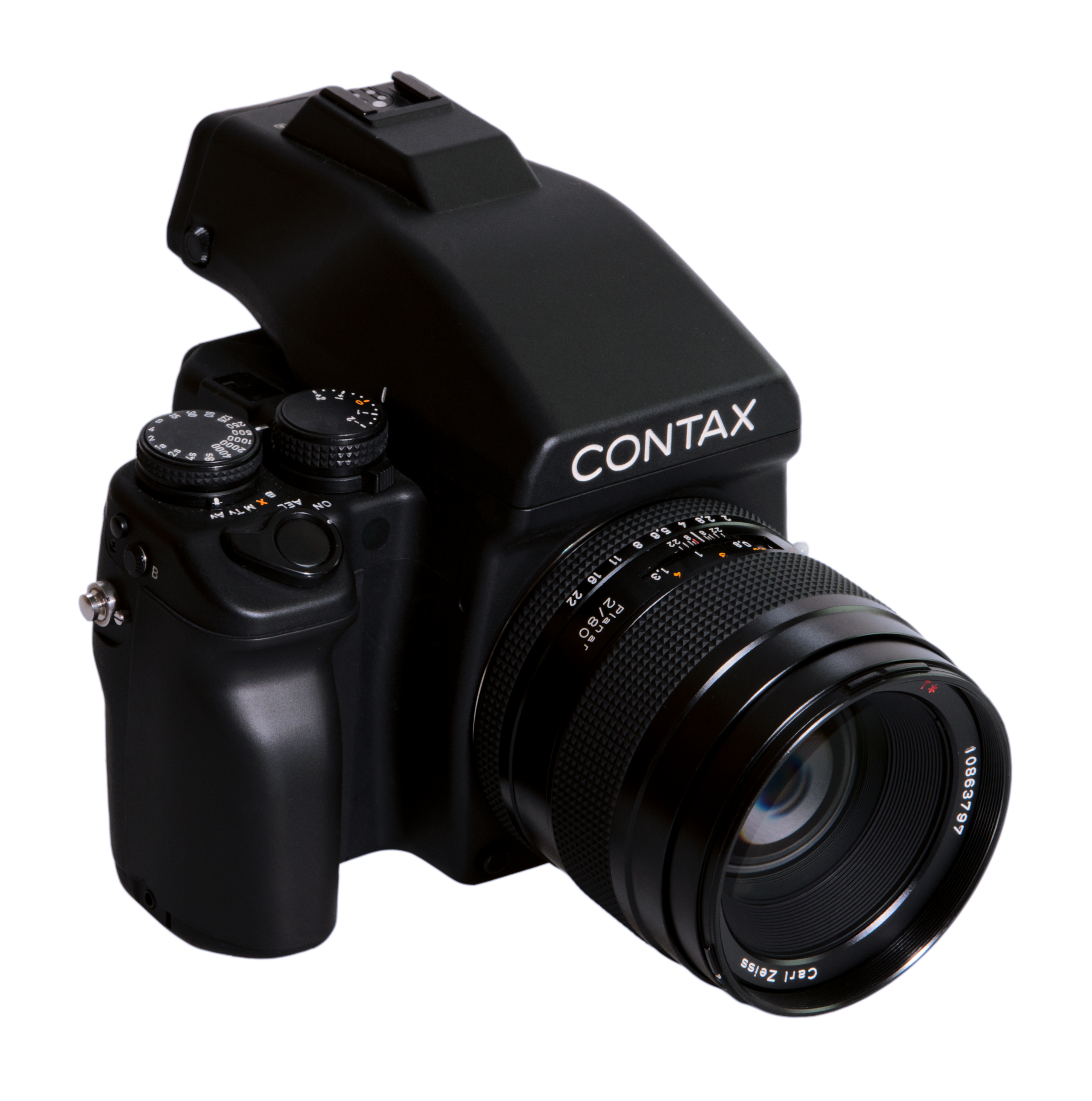
Среднеформатный
Contax 645

Единственная среднеформатная камера, выпущенная под брендом Contax, оснащена автофокусом. От других однообъективных системных «зеркалок» этого формата её отличает обильное использование электроники при полностью металлической конструкции. Размер кадра 4,5×6 см, применяется фотоплёнка типа 120 и 220. Для последнего типа без бумажного ракорда доступны задники, оснащённые системой вакуумного выравнивания плёнки в кадровом окне. Такая конструкция, позаимствованная у малоформатного Contax RTS III, оказалась особенно эффективна с большим кадром, улучшив резкость по всему полю. 
Contax 645 AF стал единственной среднеформатной камерой, оснащённой ламельным затвором, широко использующимся в малоформатной фотоаппаратуре. В результате стали доступны рекордно короткие выдержки вплоть до 1/4000 секунды при выдержке синхронизации в 1/125. Самым скоростным в классе считается также встроенный электропривод, обеспечивающий съёмку с частотой до 2,5 кадров в секунду. К фотоаппарату разработаны цифровые задники, в том числе Leaf и Phase One. Сменные объективы через адаптер могут устанавливаться на камеры с байонетом Contax N. Адаптер NAM-1 допускает установку на камеру объективов Hasselblad серии V, включая C, CF, CFE, CFI, F и FE.

## Компактные Contax, выпущенные в Японии
Параллельно с зеркальными фотоаппаратами Kyocera выпускала линейку компактных камер высокого класса с автофокусом.

### Линейка Contax G

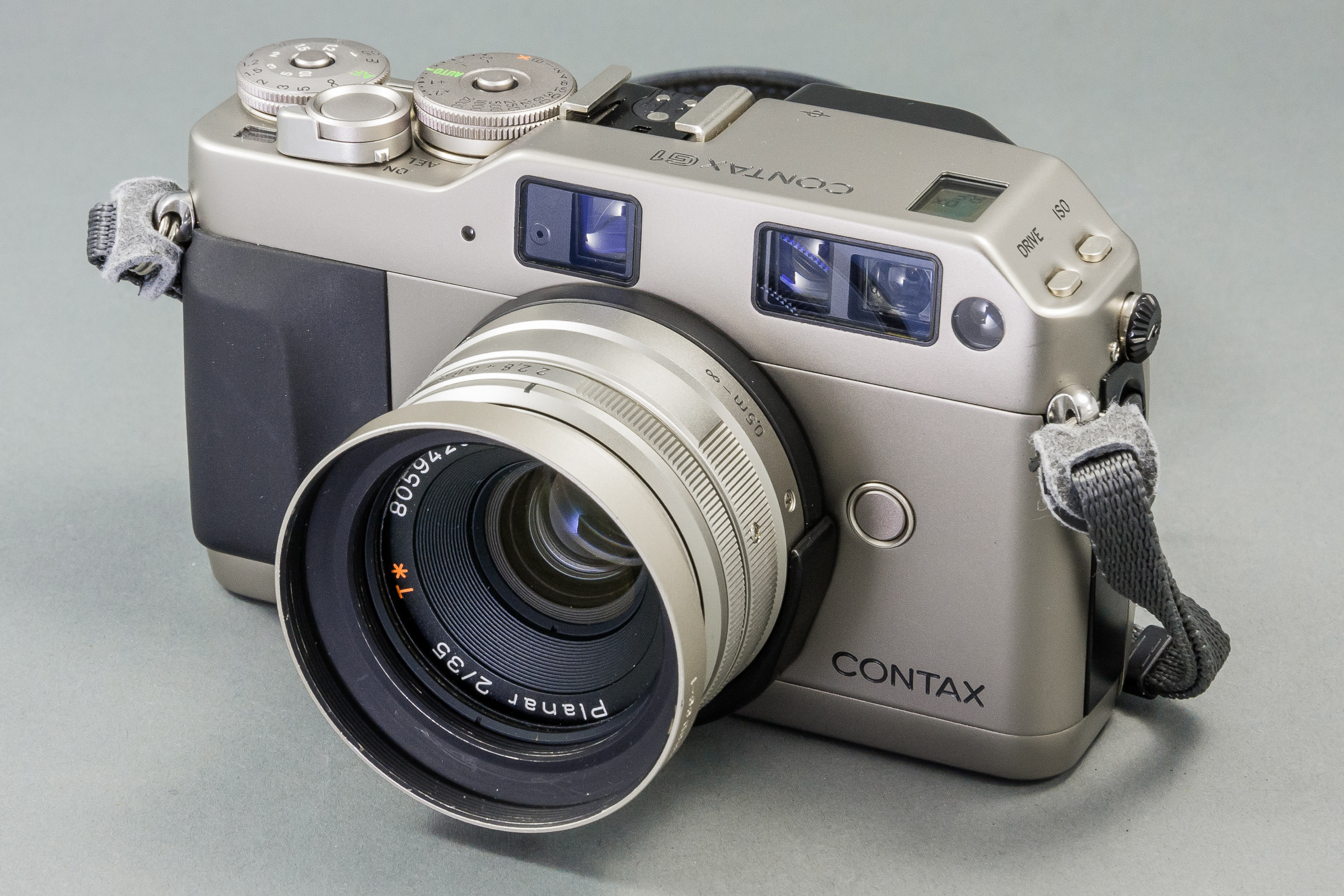
Дальномерный Contax G1

Малоформатные фотоаппараты Contax G1 и Contax G2, выпущенные соответственно в 1994 и 1996 годах, стали одними из самых оснащённых в мире дальномерных камер. Система автофокуса этих фотоаппаратов основана на классическом принципе фазового автофокуса, но с разнесением базы при помощи системы зеркал. При этом фокусировка сменных объективов может быть как автоматической, так и ручной по электронной индикации в видоискателе. Фотоаппараты оснащены современной системой автоматического управления экспозицией на основе TTL-экспонометра, пригодной для регулировки как непрерывного, так и импульсного освещения. При необходимости возможен переход к ручному управлению любыми параметрами. Редуктор транспортировки пленки собран на высокоэффективном моторе фирмы Namiki с обратным расположением обмотки и магнитов: неодимовые магниты в центре, катушки снаружи. Ручной взвод отсутствует и без батарей фотоаппараты неработоспособны.
Увеличение видоискателя обеих моделей может плавно изменяться в соответствии с установленным объективом, одновременно корректируя параллакс. Согласование поля зрения реализовано рычагом в байонете, и допускает использование зум-объективов. Contax G2 отличается от Contax G1 более скоростным затвором и гибридной системой автофокуса, сочетающей пассивный фазовый с активным инфракрасным. При недостатке освещения активный автофокус компенсирует падение эффективности фазового. Был выпущен первый и единственный в системе зум-объектив Vario-Sonnar 35-70, который совместим только с G2 из-за большего количества контактов байонета. Наиболее уникальными характеристиками обладают широкоугольные объективы Hologon 16/8,0 и Biogon 28/2,8, которые, в отличие от своих ретрофокусных аналогов для зеркальных фотоаппаратов, имеют симметричную конструкцию. На момент начала выпуска фотоаппараты были доступны только обеспеченным фотографам, продаваясь со штатным объективом за 1800 долларов, дороже зеркального Nikon F5.

### Линейка Contax T

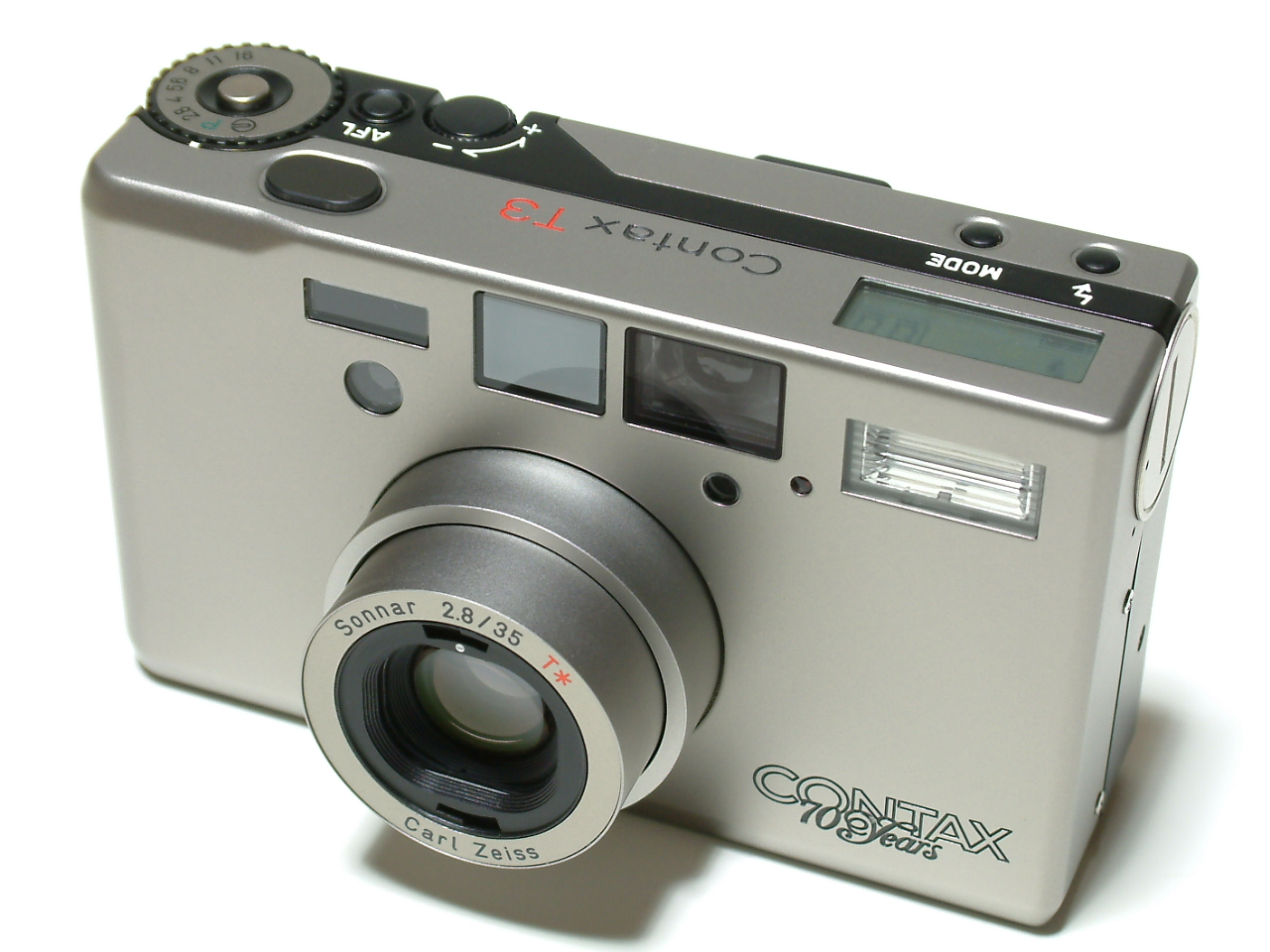
Компактный фотоаппарат Contax T3

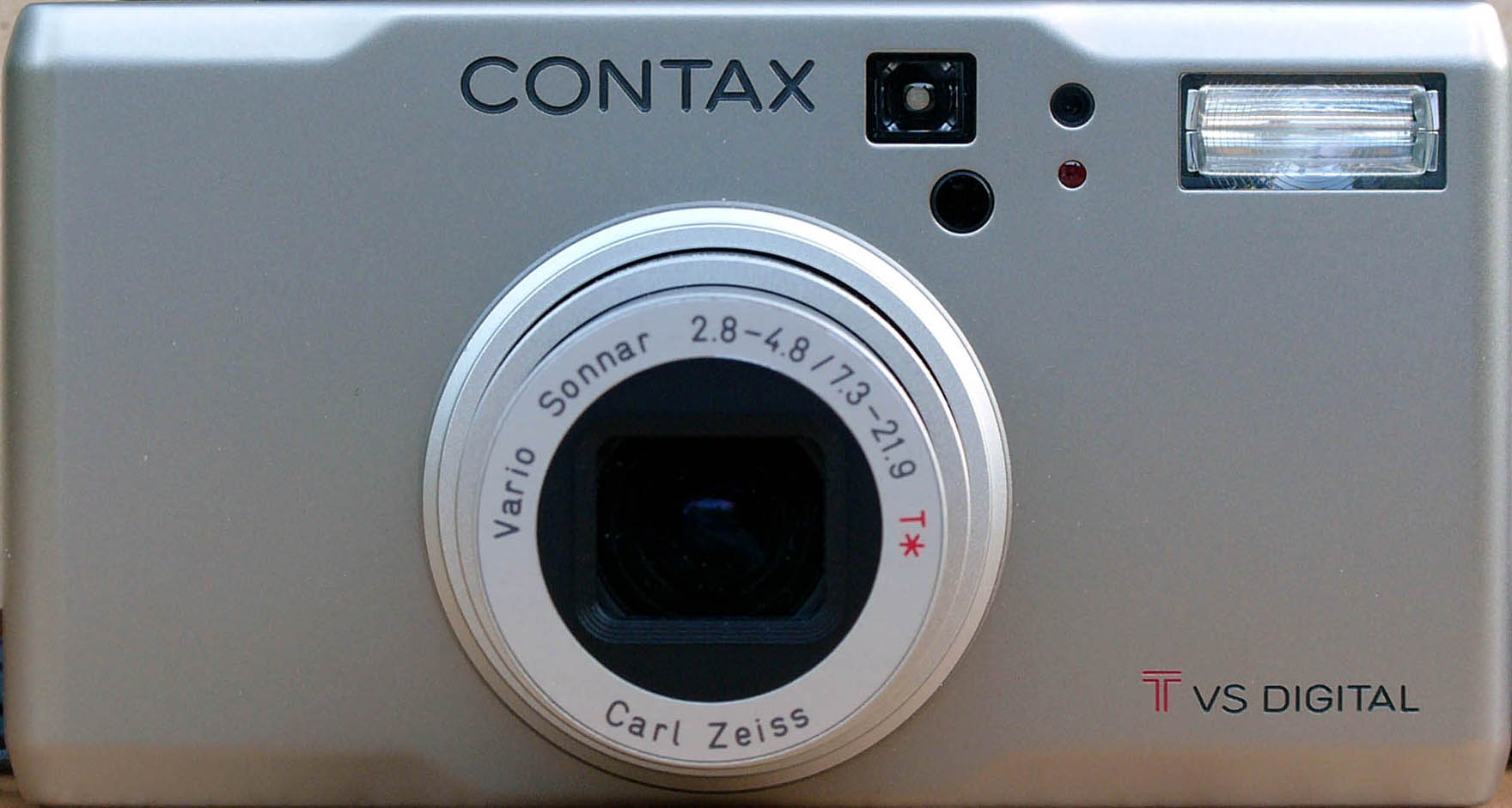
Цифровой фотоаппарат Contax TVS Digital

Дальномерные фотоаппараты премиум-класса серии «T» оснащались несменным объективом Carl Zeiss с автоматизированным центральным затвором и ручной фокусировкой. Полностью металлический корпус первой модели Contax T, дизайн которого также разработан специалистами Porsche, снабжён титановым курком взвода и откидной крышкой выдвижного объектива по типу складного фотоаппарата. Объектив последующих моделей Contax T2, Contax T3, Contax TVS, Contax TVS II, Contax TVS III был не складным, а телескопическим, выдвигаясь в рабочее положение при включении питания. На более дешёвой серии TVS использовался зум-объектив с автофокусом. Contax Tix, выпущенный в 1997 году, оказался единственным продуктом компании, поддерживающим Усовершенствованную фотосистему. Камера ценой в 1000 долларов стала самой дорогой среди аналогов, позиционируясь как фотоаппарат для очень обеспеченных любителей.

### Цифровые компактные фотоаппараты
В 2002 году на выставке Photokina был представлен первый цифровой компактный фотоаппарат, носящий имя Contax. Модель TVS Digital выделялась среди цифровых «компактов» цельнометаллическим корпусом и высококачественным объективом. 5-мегапиксельная ПЗС-матрица с диагональю 1/1,8 дюйма в сочетании с зум-объективом Carl Zeiss генерировала высококачественные фотографии стандарта JPEG, не поддерживая RAW. Contax TVS Digital по конструкции и управлению был очень близок к малоформатному компакту Contax TVS III.
Четырёхмегапиксельный Contax i4R в 2004 году стал самой компактной камерой Contax, а Contax SL300R T — усовершенствованным вариантом цифровой камеры Finecam SL300R, выпускавшейся под маркой Kyocera.